# Rättvik (comune)
Rättvik è un comune svedese di 10 814 abitanti, situato nella contea di Dalarna. Il suo capoluogo è la cittadina omonima.

## Località
Nel territorio comunale sono comprese le seguenti aree urbane (tätort):
- Boda
- Furudal
- Gulleråsen
- Nedre Gärdsjö
- Rättvik
- Vikarbyn